# Kellan Lutz
Kellan Christopher Lutz (Dickinson, 15 marzo 1985) è un attore e modello statunitense.

## Biografia
Kellan Lutz nasce a Dickinson nel Dakota del Nord. Kellan è il fratello di mezzo di una famiglia composta da sei fratelli e una sorella. All'età di sei anni i suoi genitori divorziano e a quattordici anni si trasferisce con la famiglia in Arizona dove la madre si risposa. Il padre si trasferisce in California e, per poterlo frequentare, dopo il diploma decide di iscriversi all'Orange County's Chapman University nella contea di Orange. Data la famiglia numerosa, per permettersi gli studi vince delle borse di studio e sceglie come indirizzo universitario ingegneria chimica. Abbandonerà gli studi per dedicarsi alla carriera di attore.

### Modello
Rappresentato dalla Ford Models, inizia la carriera di modello nel 2004, posando per i cataloghi della nota linea di abbigliamento Hollister. La sua popolarità cresce tanto da essere richiesto per grandi maison come Calvin Klein (diventando il volto della campagna pubblicitaria del 2010) e ottenere le copertine di Men's Health, Cosmopolitan, GQ, Men's Fitness ed Esquire.

### Cinema e TV

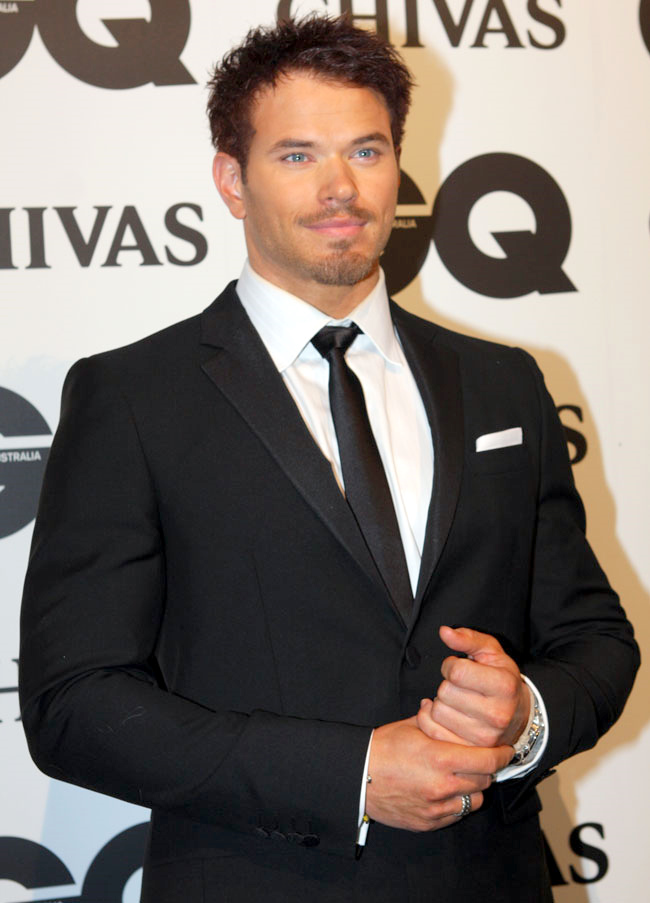
Kellan Lutz ai GQ Men of the Year Awards 2011.

La carriera televisiva di Kellan Lutz comincia con la partecipazione nel 2004 al programma televisivo americano Model Citizens in qualità di modello. Nello stesso anno compare per la prima volta in qualità di attore in una puntata della soap opera Beautiful. Nel 2005 ricopre piccoli ruoli in importanti serie televisive come CSI: NY, Summerland e Six Feet Under. Sempre nel 2005 partecipa alla serie TV The Comeback accanto a Lisa Kudrow. Nel 2006 partecipa al film Stick it - Sfida e conquista dove recita a fianco di Jeff Bridges. Nello stesso anno recita nella commedia Accepted, inedita in Italia. Nel 2007 gira l'horror Ghosts of Goldfield, anche questo inedito in Italia. Sempre nel 2007 appare in un episodio della serie TV CSI: Scena del crimine e in un episodio della prima stagione della serie TV Heroes. Inoltre partecipa al video musicale  di un singolo della cantante statunitense Hilary Duff, With Love.
Nel 2008 recita accanto a Brittany Snow nell'horror Che la fine abbia inizio. La pellicola viene nominata per il Teen Choice Award del 2008. Nello stesso anno partecipa al film d'azione Deep Winter accanto a Michael Madsen. Sempre nel 2008 Kellan Lutz partecipa alla mini-serie prodotta dall'emittente HBO Generation Kill. I luoghi delle riprese di questa miniserie si trovano in Africa ed è proprio mentre l'attore si trova sul set che viene contattato dalla regista Catherine Hardwicke che lo vuole ingaggiare per il ruolo di Emmett Cullen nel film del 2008 Twilight, film tratto dell'omonimo romanzo del 2005 di Stephenie Meyer. Per il ruolo di Emmett Cullen, Lutz abbandona momentaneamente il set e si reca in Oregon e dopo aver preso parte alle audizioni viene scelto personalmente dalla regista. Il 2008 è un anno carico di impegni per Lutz che si trova a partecipare alla serie 90210, terzo spin-off tratto dalla famosa serie TV degli anni novanta Beverly Hills 90210.
Nel 2009 comincia le riprese del film drammatico A Warrior's Heart, dove si ritrova a recitare di nuovo accanto alla sua collega Ashley Greene, che in Twilight interpreta sua sorella Alice Cullen. In questo nuovo progetto i due attori interpreteranno il ruolo di due fidanzati. I due attori si incontreranno di nuovo per recitare in un film del 2009 intitolato Strife per la regia di Omid Shabkhiz.
Kellan Lutz è stato confermato nel ruolo di Emmett Cullen nei due sequel tratti dalla saga di Twilight: The Twilight Saga: New Moon, diretto da Chris Weitz uscito il 18 novembre 2009, e The Twilight Saga: Eclipse diretto da David Slade ed uscito il 30 giugno del 2010. Nel 2011 è stato impegnato nelle riprese del quarto e quinto capitolo della saga, The Twilight Saga: Breaking Dawn parte uno e parte due.
Nel 2016, Lutz ha recitato nel film thriller Soldi con Jamie Bamber, Jesse Williams e Jess Weixler diretto da Martin Rosete e prodotto da Atit Shah. Lutz è anche apparso come protagonista in Guardians of the Tomb. Il 24 giugno 2016, Lutz aveva comunicato con un tweet di aver avuto un incontro col regista McG e con Mary Viola per interpretare il ruolo di He-Man . A partire dal 2020, Lutz ha interpretato l'agente speciale dell'FBI Kenny Crosby nella serie TV FBI: Most Wanted della CBS. Ha lasciato il ruolo all'inizio della terza stagione per riportare la sua famiglia in California.

### Vita privata
Cristiano devoto, è stato fidanzato con l'attrice Kayla Ewell. Nel 2017 ha sposato Brittany Gonzales.

## Filmografia

### Cinema
- Stick it - Sfida e conquista (Stick it), regia di Jessica Bendinger (2006)
- Ammesso, regia di Steve Pink (2006)
- Ghosts of Gorlfriends, regia di Ed Winfield (2007)
- Che la fine abbia inizio (Prom Night), regia di Nelson McCormick (2008)
- Deep Winter, regia di Mikey Hilb (2008)
- Twilight, regia di Catherine Hardwicke (2008)
- The Forgotten Ones, regia di Jorg Ihle (2009)
- The Twilight Saga: New Moon, regia di Chris Weitz (2009)
- Love, Wedding, Marriage, regia di Dermot Mulroney (2010)
- Meskada, regia di Josh Sternfeld (2010)
- Nightmare (A Nightmare on Elm Street), regia di Samuel Bayer (2010)
- The Twilight Saga: Eclipse, regia di David Slade (2010)
- A Warrior's heart, regia di Michael F. Sears (2011)
- Immortals, regia di Tarsem Singh (2011)
- The Twilight Saga: Breaking Dawn - Parte 1, regia di Bill Condon (2011)
- Death Games (Arena), regia di Jonah Loop (2011)
- The Twilight Saga: Breaking Dawn - Parte 2, regia di Bill Condon (2012)
- Java Heat[13], regia di Conor Allyn (2013)
- Syrup[14], regia di Aram Rappaport (2013)
- Tarzan, regia di Reinhard Klooss (2013) - voce
- Hercules - La leggenda ha inizio (Hercules: The Legend Begins), regia di Renny Harlin (2014)
- I mercenari 3 (The Expendables 3), regia di Patrick Hughes (2014)
- Experimenter, regia di Michael Almereyda (2015)
- Extraction, regia di Steven C. Miller (2015)
- Soldi (Money), regia di Martin Rosete (2016)
- Osiride - Il 9º pianeta (Science Fiction Volume One: The Osiris Child), regia di Shane Abbess (2016)
- Guardians of the Tomb, regia di Kimble Rendall (2018)
- Speed Kills, regia di Jodi Scurfield (2018)
- What Men Want - Quello che gli uomini vogliono (What Men Want), regia di Adam Shankman (2019)

### Televisione
- Beautiful - serie TV, episodio 4409 (2004)
- CSI: NY - serie TV, episodio 1x11 (2005)
- Six Feet Under - serie TV, 5x03 (2005)
- Summerland - serie TV, episodi 2x10 e 2x11 (2005)
- The Comeback - serie TV, 13 episodi (2005)
- CSI: Scena del crimine - serie TV, episodio 7x18 (2007)
- Heroes - serie TV, episodio 1x20 (2007)
- Generation Kill - serie TV, 7 episodi (2007)
- 90210 - serie TV, 6 episodi (2008-2009)
- Valley Peaks - serie TV, episodi 1x01 e 1x03 (2009)
- 30 Rock - serie TV, 6x4 (2012)
- FBI - serie TV, episodio 1x18 (2018)
- FBI: Most Wanted - serie TV (2020-2021)
- The Guardians of Justice - serie TV (2022)

### Videoclip
- With Love – Hilary Duff (2007)
- Without You – Hinder (2008)

## Doppiatori italiani
Nelle versioni in italiano delle opere in cui ha recitato, Kellan Lutz è stato doppiato da:
- Marco Vivio in Twilight, The Twilight Saga: New Moon, Nightmare, The Twilight Saga: Eclipse, The Twilight Saga: Breaking Dawn - Parte 1, The Twilight Saga: Breaking Dawn - Parte 2, Immortals, I mercenari 3 - The Expendables, Extraction, Osiride - Il 9º pianeta
- Gianluca Crisafi in The Comeback (1a voce), Che la fine abbia inizio
- Andrea Mete in The Comeback (2a voce), CSI: NY
- Gianfranco Miranda in CSI - Scena del crimine, Hercules - La leggenda ha inizio
- Paolo Vivio in FBI, FBI: Most Wanted
- Davide Perino in Stick it - Sfida e conquista
- Francesco Pezzulli in Death Games
- Stefano Crescentini in Heroes
- Patrizio Cigliano in 90210
- Ruggero Andreozzi in Guardians of the Tomb
- Maurizio Merluzzo in Speed Kills

Da doppiatore è sostituito da:
- Andrea Mete in Tarzan

## Agenzie
- Ford Models